# Egeida
Egeida (grec antic: Αἰγηίς) era el nom d'una tribu de l'antiga Atenes que tenia vint demos. El seu nom derivava de l'antic rei d'Atenes anomenat Egeu, fill de Pandíon i de Pília.
Aquesta tribu es va establir amb les reformes de Clístenes. Era la tribu que tenia més quantitat de demos i va ser molt activa durant el segon període de mandat de la Bulé, assemblea deliberant o consell a l'antiga Grècia (343-253 aC).